# Piper Laurie
Piper Laurie (født Rosetta Jacobs; 22. januar 1932, død 14. oktober 2023) var en amerikansk tv- og filmskuespiller.

## Biografi
Piper Lauries far var polsk indvandrer, og familien flyttede til Los Angeles, Californien, da Laurie var seks år gammel. Hun fik et job hos Universal Studios, hvilket førte hende til sin første filmrolle i 1950 i Louisa. Hun fik efterfølgende en række roller som "sød" ung pige i en serie komedier og kostumefilm i 1950'erne.
Hun demonstrerede dramatisk talent i sin rolle som Paul Newmans lamme kæreste i filmen Hajen (The Hustler) fra 1961, som hun blev nomineret til en Oscar for bedste kvindelige hovedrolle for. Det følgende år giftede hun sig med filmkritiker, Joseph Morgenstern og trak sig tilbage fra filmkarrieren.
Hun fik et imponerende comeback i rollen som Sissy Spaceks fanatiske mor i 1976 i filmen Carrie, hvor hun igen blev nomineret til en Oscar. Hun vandt ti år senere en Emmy for bedste kvindelige birolle i en miniserie eller tv-film for sin rolle i filmen Promise, og hun opnåede samme år sin tredje Oscar-nominering for sin birolle i Kærlighed uden ord. Hun blev Emmy-nomineret for en række roller.
I 1990 spillede hun Catherine Martell i tv-serien Twin Peaks. For denne rolle blev hun nomineret til en Emmy og vandt Golden Globe-prisen for bedste kvindelige birolle i en tv-serie.

## Filmografi
- 1950 – Louisa
- 1951 – Tyvenes fyrste
- 1952 – Has Anybody Seen My Gal
- 1954 – Det forsvundne vidne
- 1955 – Bruden der stak af
- 1961 – Hajen
- 1976 – Carrie
- 1983 – Tornfuglene (tv-serie)
- 1985 – Hun så et mord (tv-serie) (afsnittet "Murder at the Oasis")
- 1985 –  Return to Oz
- 1985 – Twilight Zone (tv-serie) (afsnittet "Act Break/The Burning Man/Dealer's Choice", delen "The Burning Man")
- 1986 – Kærlighed uden ord
- 1990–1991 – Twin Peaks (tv-serie) (27 afsnit)
- 1993 – Rich In Love
- 1995 – Crossing Guard
- 1998 – The Faculty
- 1999 – Inherit the Wind (tv-film)
- 2004 – Eulogy